# Not a Pretty Girl
Not a Pretty Girl és el sisè àlbum d'estudi de la cantant i compositora Ani DiFranco publicat per la seva pròpia discogràfica, Righteous Babe Records, el 18 de juliol de 1995.
L'àlbum va continuar amb la fórmula de cantant folk amb guitarra acústica i bateria. En properes gravacions DiFranco afegiria guitarra elèctrica, secció de vents, a més de nous membres a la banda i músics convidats, però a Not a Pretty Girl només l'acompanya Andy Stochansky a la percussió.
La versió en directe publicada a Living in Clip de la cançó «Shy» li va atorgar a Ani DiFranco la seva primera nominació a Millor interpretació vocal femenina de rock als Premis Grammy del 1997. La versió de l'àlbum destaca per ser citada per Mate Skiba d'Alkaline Trio durant les actuacions en viu de la seva cançó «Ninety-Seven».
Dues dècades més tard va ser publicada en vinil una nova versió re-masteritzada del disc.

## Llista de cançons
Totes les cançons foren escrites i compostes per Ani DiFranco. 
| Núm. | Títol                        | Durada |
| ---- | ---------------------------- | ------ |
| 1.   | «Worthy»                     | 4:31   |
| 2.   | «Tiptoe»                     | 0:36   |
| 3.   | «Cradle and All»             | 4:18   |
| 4.   | «Shy»                        | 4:43   |
| 5.   | «Sorry I Am»                 | 4:45   |
| 6.   | «Light of Some Kind»         | 4:07   |
| 7.   | «Not a Pretty Girl»          | 3:55   |
| 8.   | «The Million You Never Made» | 4:18   |
| 9.   | «Hours Follow Hours»         | 6:01   |
| 10.  | «32 Flavors»                 | 6:07   |
| 11.  | «Asking Too Much»            | 2:55   |
| 12.  | «This Bouquet»               | 2:28   |
| 13.  | «Crime for Crime»            | 5:42   |
| 14.  | «Coming Up»                  | 4:45   |

### Edició en vinil
| 1. | «Worthy»         | 4:31 |
| 2. | «Tiptoe»         | 0:36 |
| 3. | «Cradle and All» | 4:18 |
| 4. | «Shy»            | 4:43 |

| 5. | «Sorry I Am»                 | 4:45 |
| 6. | «Light of Some Kind»         | 4:07 |
| 7. | «Not a Pretty Girl»          | 3:55 |
| 8. | «The Million You Never Made» | 4:18 |

| 9.  | «Hours Follow Hours» | 6:01 |
| 10. | «32 Flavors»         | 6:07 |
| 11. | «Asking Too Much»    | 2:55 |

| 12. | «This Bouquet»    | 2:28 |
| 13. | «Crime for Crime» | 5:42 |
| 14. | «Coming Up»       | 4:45 |

## Personal
- Ani DiFranco - veu, guitarra acústica, baix, percussió
- Andy Stochansky - bateria, percussió, veu de fons
- Kate Fenner - veu a «Asking Too Much»

### Producció
- Producció - Ani DiFranco
- Enginyeria - Ed Stone
- Masterització - George Graves
- Art - Ani DiFranco
- Fotografia - Mark Dellas